# Fornix Fabianus
Il Fornix Fabianus era uno dei più antichi archi trionfali di Roma, eretto nel Foro Romano a cavallo della via Sacra tra la Regia e la Casa delle Vestali.

## Descrizione
Era stato eretto da Quinto Fabio Massimo Allobrogico nel 121 a.C. per celebrare la sua vittoria sugli Allobrogi. Fu restaurato da suo nipote nel 56 a.C. .
Esistente ai tempi di Cicerone, fu abbattuto o riciclato in epoca imprecisata.
Nel XVI secolo furono rinvenuti nei paraggi frammenti di iscrizioni appartenenti al monumento presso il Tempio di Antonino e Faustina,, ma la sua collocazione, che sempre da Cicerone si sapeva lungo la via Sacra, è stata precisata solo in seguito a sondaggi nel XX secolo.